# Николаевский инцидент
Николае́вский инциде́нт (яп. 尼港事件 нико: дзикэн) — международный конфликт в ходе японской интервенции между Японией и ДВР, расправа с 23 по 31 мая 1920 года над японскими военнопленными и уцелевшими японскими жителями, последовавшая после вооружённого конфликта между партизанами и частями японской армии с 12 по 15 марта 1920 года в Николаевске-на-Амуре. Использовался Японией как предлог для оправдания задним числом оккупации Северного Сахалина.

## Предыстория конфликта
В сентябре 1918 года Николаевск был оккупирован японскими войсками в ходе интервенции Антанты на Дальнем Востоке. Документ о приглашении японской военной части был подписан чиновниками и буржуазией города под предлогом необходимости охраны центра золотодобычи края. Потом этот документ и его подписи послужили основанием для расстрела жителей, подписавших эту бумагу. В начале 1920 года в городе, кроме русского населения (ок. 6 000 человек) и белых отрядов (ок. 300 человек), был размещён японский гарнизон численностью 350 человек из состава 14-й пехотной дивизии японской императорской армии под командованием майора Исикавы, и проживало около 450 человек японского гражданского населения.
В городе также размещалась корейская и китайская колонии, было китайское консульство. После неудачной попытки пройти по Амуру в Сунгари в конце 1919 года в Николаевске также зазимовал отряд китайских канонерок с коммодором Чэнь Шиином во главе.
В январе 1920 года город осадило партизанское соединение численностью 3000 человек под командованием Я. И. Тряпицына и Т. И. Наумова (начальник штаба).
Яков Иванович Тряпицын (1897—1920), муромский крестьянин, прапорщик РИА, фронтовик, георгиевский кавалер, появился в Сибири в конце 1918 года, принял участие в партизанском движении и создал собственный отряд из 35 человек, во главе которого 10 ноября 1919 г. из с. Вятское выступил на Николаевск. По мере продвижения отряд разросся до 5 полков.
Бои за город начались 21 января 1920 года.
После овладения партизанской армией Тряпицына крепостью Чныррах, находящейся в предместье города, и начавшегося оттуда артиллерийского обстрела, командующий японским гарнизоном майор Исикава вспомнил о своём нейтралитете, согласно декларации о неучастии японской армии в гражданской войне в России генерал-лейтенанта Сирамидзу, и 28 февраля было заключено перемирие, по которому партизаны могли войти в город. Партизаны обещали гарантировать неприкосновенность японского населения и его собственности. После этого отряд Тряпицына вступил в Николаевск, украшенный по этому случаю красными флагами.
Сразу же по приходе в город партизаны, пленив небольшой отряд белых, начали аресты наиболее богатых и влиятельных лиц Николаевска по заранее составленному списку, куда входили лица, подписавшие письмо с просьбой об охране города японским отрядом. Все они были заключены в городскую тюрьму.
Основная часть соединения Тряпицына, состоявшая из местных жителей, после взятия Николаевска разошлась по своим сёлам.
Взятие партизанами Николаевска-на-Амуре описано в повести непосредственного участника событий, писателя Рувима Фраермана «Васька-гиляк».

## Причины Николаевского инцидента
Тряпицын опасался, что после того, как Амур вскроется от льда, к японцам подоспеет подкрепление. Поэтому он принял решение интернировать японский гарнизон. 11 марта 1920 года начальник партизанского штаба Т. И. Наумов передал японцам ультиматум с требованием частично разоружиться.
По согласованию с вышестоящим командованием, японский гарнизон решил предпринять неожиданную вылазку. В ночь с 11 на 12 марта японцы внезапно открыли огонь по штабу Тряпицына, обстреляв его также ракетами. Была подожжена значительная часть Николаевска. В нападении, кроме японского гарнизона, участвовала вся боеспособная часть мужчин японского населения города.
Начальник штаба Т. И. Наумов погиб, секретарь штаба Покровский-Черных застрелился, Тряпицына, раненного в обе ноги, вынесли товарищи из горящего здания штаба. Партизаны засели в соседнем каменном здании, где и организовали оборону. В первый момент Тряпицын решил, что всё потеряно, и просил товарищей пристрелить его.
В течение первого дня боёв инициатива находилась в руках японского гарнизона, но затем командование принял командир горно-приискового полка И. А. Будрин, подошедший из посёлка Керби вместе со своим подразделением.
В конечном итоге сказалось численное превосходство партизан, и в боях, которые продолжались 4 суток, японский гарнизон был полностью уничтожен. Погибло до 500 партизан — как результат внезапности и потери управления в бою в первые сутки. Майор Исикава с остатками гарнизона укрылся в магазине «Симада», который партизаны облили керосином и подожгли, после чего расстреливали выскакивавших из огня японцев; тяжело раненый Исикава был убит лично Будриным. Был разгромлен и сожжён также японский квартал (прежде всего силами уголовного и полууголовного элемента и так называемых «сахалов» — бывших сахалинских каторжников) и убито около 80 проживавших там женщин.
Во время боёв (в ночь на 13 марта) в тюрьме были вырезаны (убиты холодным оружием) все арестанты, включая даже проштрафившихся партизан, заключённых в тюрьму за отсутствием гауптвахты. Среди убитых были, в частности, протоиерей Серапион (Черных), бывший председатель земской управы Капцан и бывший губернатор Сахалина фон Бунге.
К вечеру 14 марта главные силы японцев были разгромлены, а 15 марта в 12 часов капитулировала их последняя группа. Бо́льшая часть японцев погибла в бою. Практически вся японская колония (834 человека) была истреблена партизанами, а их движимое и недвижимое имущество было конфисковано и частично разграблено. В ходе боёв большая часть Николаевска была сожжена японцами, применившими зажигательные пули и снаряды.
117 пленных солдат, к которым были присоединены 11 женщин, были заключены в тюрьму. 12 японок, бывших замужем за китайцами, спаслись, так как семьи скрыли их.
Из числа иностранных граждан был арестован английский управляющий одного из крупнейших рыбных промыслов в городе Джон Фрид, которого затем расстреляли по обвинению в контрреволюционной деятельности.

## Николаевская коммуна
После разгрома японского гарнизона в городе были введены порядки военного коммунизма: национализирована кооперация, отменены деньги, введено уравнительное снабжение и т. д. Для этой цели было использовано конфискованное имущество чиновников бывших царской и колчаковской администрации, буржуазии и интеллигенции, японской колонии.
Грабежи и насилия полууголовных элементов, которых не ограничивали местные органы милиции и ВЧК, вызвали возмущение части партизан. В числе недовольных входили партизаны из местных жителей, бывшие солдаты гарнизона крепости Чныррах, а также коммунисты. Недовольные составили заговор, во главе которого встал Будрин, командир полка, получивший популярность партизан и населения Николаевска руководством боями с 13 по 15 марта 1920 года.
22 апреля 1920 года, согласно приказу № 66 главнокомандующего Народно-Революционной армии Дальневосточной республики Г. Х. Эйхе, Я. И. Тряпицын был назначен командующим Охотским фронтом. Согласно тому же приказу все подчинённые ему партизанские отряды были преобразованы в части Народно-революционной армии ДВР. 23 апреля Тряпицын, сумев получить большинство голосов на гарнизонном собрании, немедленно арестовал своих оппонентов во главе с Будриным.

## Николаевский инцидент
Известие о разгроме военного гарнизона и расправе над японской колонией в Николаевске-на-Амуре потрясло Японию и было использовано правительством для оправдания массированного вмешательства в России с целью реабилитации в глазах общественного мнения.
В ночь с 4 на 5 апреля 1920 года японцы напали на органы советской власти и военные гарнизоны Дальневосточной республики в Хабаровске, Владивостоке, Спасске и других городах Дальнего Востока России и захватили их.
Охотский фронт под командованием Я. И. Тряпицына оказался изолированным от остальных вооружённых сил Дальневосточной республики.
В мае японское командование из захваченного Хабаровска направило войска в Николаевск-на-Амуре. Также японские корабли с десантом, оккупировав Северный Сахалин, вошли в устье Амура, приближаясь к крепости Чныррах.
22 мая 1920 года ввиду неотвратимости приближения неприятеля и беззащитности Николаевска со стороны Хабаровска, Тряпицын начал переговоры с китайским консулом Чжан Вэньхуаном и коммодором Чэнь Шиином о совместных с китайцами действиях против японцев. Китайцы, несмотря на давление со стороны командования Охотского фронта, отказались принять прямое участие в боях против японцев.
Находясь в изоляции от Дальневосточной республики и не получив указаний от центрального штаба армии ДВР, ещё 10 апреля 1920 года руководство Охотского фронта приняло решение эвакуировать население в село Керби и уничтожить город Николаевск и крепость Чныррах, чтобы не допустить создания военной базы японской армии и флота. «Для иностранных государств будет очень показательно, если мы сожжём город, а население эвакуируем», — заявил Тряпицын.
Незадолго до этого под патронажем китайского консула Чжан Вэньхуана удалось эвакуировать китайскими канонерками иностранцев — главным образом китайцев с семьями, а также немного англичан, поляков и др. в поселок Маго, находящийся в 30 км от Николаевска. Данную эвакуацию консулу предложил произвести Тряпицын, правда, изначально речь шла только о китайских гражданах. Консул обещал подумать над данным предложением и в конечном итоге согласился. Оказалось, что вместе с иностранцами в «международное поселение» бежала с деньгами значительная часть китайских «партизан», бывших хунхузов. Примечательно, что китайские власти их спокойно приняли и даже взяли под охрану, несмотря на все зверства, которые хунхузы творили в Николаевске.
Массовая эвакуация началась 23 мая и завершилась 30 мая 1920 года. Основная часть населения Николаевска и партизан была переправлена на пароходах в район села Керби.
После проведения эвакуации, перед уходом оставшихся военных частей Охотского фронта из города, были расстреляны пленные японцы и арестованные граждане, подписавшие петицию к японскому императору. Всего в заключении в Николаевске в тот момент содержалось 129 японских пленных и ряд жителей и партизан. Среди расстрелянных была и группа коммунистов, арестованных за подготовку заговора против Тряпицына (впоследствии это будет ему особо поставлено в вину на суде). Среди них был Будрин, которого убили вместе с 16-летним сыном. В ночь с 31 мая на 1 июня 1920 года Николаевск-на-Амуре был подожжён. Были взорваны частично сооружения и всё вооружение крепости Чныррах.

## Итоги и последствия Николаевского инцидента
Вслед за отступающей армией, вдоль берега Амура, Тряпицын выехал вместе со своим штабом. У таёжного поселка Керби по постановлению областного исполкома Тряпицын вместе со всем штабом в результате заговора был арестован группой николаевцев во главе с И. Т. Андреевым (член исполкома и начальник Сахалинской областной милиции) и предан импровизированному суду — «суд 103». Был приговорён к высшей мере наказания простым голосованием. Вместе с ним была расстреляна и Нина Лебедева-Кияшко (начальник штаба Охотского фронта).
Штаб Тряпицына после овладения Николаевском передислоцировал на Сахалин лыжный отряд Фомина-Востокова, ранее сыгравшего ключевую роль в окружении Николаевска. На Сахалине также была провозглашена власть Советов.
Японское правительство использовало Николаевский инцидент для обоснования дальнейшей оккупации Сахалина, оправдывая её необходимостью защитить живущих на острове японцев от повторения событий, произошедших в Николаевске. Сахалин был занят японцами 22 апреля 1920 года. Вопрос об отводе японских войск из северной части Сахалина был разрешён в результате переговоров, начавшихся в 1924 году и завершившихся подписанием советско-японской конвенции в 1925 году.
Большая часть Николаевска-на-Амуре оказалась сожжённой. Согласно показаниям управляющего Колчанскими приисками Джорджа Дайера, данным им следственной комиссии во Владивостоке 6 июля 1920 года, из примерно 4000 домов в городе уцелело не более 100. После получения приказа партизаны разрушили все общественные сооружения и почти все жилые дома — из 1165 жилых зданий уцелело только 35. Город фактически пришлось отстраивать с нуля.
По словам писателя П. И. Гладких, В. К. Блюхер сожалел о смерти Тряпицына:

Тряпицын был борцом за власть Советов, таким же, как сибирский «дедушка» Нестор Каландаришвили… Загубили Якова Тряпицына напрасно. Не разобрались досконально в этом сложном деле и наломали дров.
Японские войска оставили Николаевск и берега Амура к 27 сентября 1922 года.

## Фотогалерея
|  |  |  |  | Партизанский мемориал нынешнему Николаевскому инциденту |

## Оценка Николаевского инцидента сторонами конфликта

### ДВР, РСФСР, СССР, Россия (РФ)
В 1920—1950-х годах, согласно точке зрения СССР, как преемника ДВР, на конфликт в Николаевске-на-Амуре — суть инцидента заключалась в самовольном расстреле японских военнопленных в конце мая 1920 года вопреки Женевской конвенции, а события в Николаевске-на-Амуре с 11 по 15 марта 1920 года были названы причиной инцидента. Вся вина возлагалась на Я. И. Тряпицына, за своё самоуправство он был объявлен анархистом, осуждён и расстрелян:

 «Николаевский инцидент» 1920 — между ДВР и Японией; был использован японской военщиной в целях оправдания, хотя бы задним числом, оккупации Сахалина.
В январе 1920 партизанский отряд под командованием анархиста Тряпицына осадил занятый японцами г. Николаевск-на-Амуре. Японский гарнизон сдался и заключил с партизанами договор, по которому город передавался партизанам, а японским войскам отводились специальные помещения. После двух недель мирного сожительства японцы неожиданно напали на партизан. Бой продолжался несколько дней и закончился победой партизан, захвативших в плен около 100 японцев. Когда в мае стало известно, что из Хабаровска в Николаевск отправлены вспомогательные японские войска, Тряпицын велел отступить и расстрелял оставшихся в городе японцев и белогвардейцев, а город поджёг. За это самоуправство Тряпицын был осуждён и расстрелян партизанами. Этот случай, получивший название «Н. и.» и был использован японцами как оправдание оккупации ими о. Сахалина — якобы в «компенсацию» за «Н. и.».
В действительности о. Сахалин был занят японцами 22.IV.1920, то есть за несколько недель до «Н. и.».
Вопрос об отводе японских войск из северной части Сахалина был разрешён в результате переговоров, начавшихся в 1924 и завершившихся подписанием советско-японской конвенции 1925…"
Этой версии Николаевского инцидента до сих пор придерживается и Россия, как правопреемник СССР.

### Международная комиссия
Для расследования обстоятельств этого международного конфликта была создана международная комиссия. В неё входили 6 человек от русского населения, столько же — от китайского, три человека от корейского общества и несколько других иностранцев, оказавшихся в то время в Николаевске-на-Амуре. 
Отчёт о Николаевском инциденте, произошедшем во время японской интервенции Сибири, подготовил консул США во Владивостоке Джон Кеннет Колдуэлл.
Вывод комиссии был однозначный — японские войска первыми напали на партизан.

### Япония[14][15]
Правительство Японии всю вину за «Николаевский инцидент» возложило на партизан. На всей территории Японской империи был объявлен траур, обе палаты парламента посвятили «николаевской трагедии» специальное заседание.
В августе 1921 года, на Дайренской конференции, делегация ДВР потребовала от японцев вывести свои войска с Дальнего Востока. Японцы в ответ выдвинули 17 требований к правительству ДВР. Одним из них было:

 «При решении Николаевского вопроса правительство ДВР обязуется передать японскому правительству северную часть острова Сахалин в аренду сроком на 80 лет, как компенсацию за понесенные японскими подданными убытки во время николаевских событий».
На Вашингтонской конференции, которая состоялась вскоре, японский делегат барон Сидэхара так обосновывал оккупацию Сахалинской области:

«История знает мало случаев, подобных происшествиям в Николаевске в 1920 году, где более 700 японцев, в том числе женщины и дети, официально признанный консул, его дети и слуги были зверски истязаемы и убиты. Никакая нация, достойная уважения, не могла бы остаться спокойной перед лицом такой провокации.
Японское правительство не могло не считаться с негодованием, вызванным в Японии этим фактом. В этих условиях Япония не нашла другого выхода, кроме оккупации русской провинции Сахалина».
Тогда в ответ делегация ДВР предложила обсудить так называемые «николаевские события» по существу и установить действительного виновника «Николаевского инцидента». Японская делегация отказалась, под предлогом того, что ни ДВР, ни РСФСР, как государства, не признаны Японией.
На замечание делегации ДВР, что это «непризнание» японским правительством не мешало до сих пор вести переговоры с представителями этих правительств и признавать их дипломатическую неприкосновенность, ответа не последовало.
В последующем на стороне делегаций ДВР и РСФСР против такого подхода японской стороны выступили США, которые заставили Японию возвратить Северный Сахалин в ближайшем будущем. Произошло это в 1925 году.